# Friões
Friões es una freguesia portuguesa situada en el municipio de Valpaços. Según el censo de 2021, tiene una población de 447 habitantes.